# Eat 'Em and Smile
| Recensione | Giudizio |
| ---------- | -------- |
| AllMusic   | [ 4 ]    |

Eat 'Em and Smile è il primo album da solista del cantante statunitense David Lee Roth, pubblicato nel luglio 1986 dalla Warner Records.
È stato distribuito nel mercato sudamericano sotto il nome Sonrisa Salvaje, in cui le tracce vocali di tutte le canzoni sono state cantate in lingua spagnola.

## Il disco
Dopo aver debuttato da solista con l'EP Crazy from the Heat nel 1985, David Lee Roth decise di abbandonare i Van Halen quando la band si trovava all'apice della fama. Il frontman assemblò rapidamente una nuova band di supporto, comprendente il bassista Billy Sheehan, il batterista Gregg Bissonette e il chitarrista Steve Vai. Il sound dell'album si ricollega a quello dei primi lavori dei Van Halen. La critica apprezzò molto il nuovo corso solista di Roth, tuttavia le vendite, per quanto buone, furono inferiori a quelle di 5150, il disco pubblicato dai Van Halen con il nuovo cantante Sammy Hagar quello stesso anno.

## Tracce
Testi e musiche di David Lee Roth e Steve Vai, eccetto dove indicato.
1. Yankee Rose – 3:47
2. Shyboy – 3:23 (Sheehan, arr. Roth)
3. I'm Easy – 2:03 (Field/Price)
4. Ladies' Nite in Buffalo? – 4:08
5. Goin' Crazy! – 3:21
6. Tobacco Road (cover dei The Nashville Teens) – 2:27 (John D. Loudermilk)
7. Elephant Gun – 2:23
8. Big Trouble – 3:56
9. Bump and Grind – 2:42
10. That's Life – 2:29 (Kay/Gordon)

## Formazione
- David Lee Roth - voce
- Steve Vai - chitarra
- Billy Sheehan - basso, cori
- Gregg Bissonette - batteria, cori

### Altri musicisti
- Jeff Bova - tastiere
- Jesse Harms - tastiere
- Sammy Figueroa - percussioni
- Jimmie Haskell - ottoni

## Classifiche
| Classifica (1986) | Posizione |
| ----------------- | --------- |
| Billboard 200     | 4         |

### Singoli
| Anno | Singolo      | Posizione         | Posizione       | Posizione |
| Anno | Singolo      | Billboard Hot 100 | Mainstream Rock |           |
| ---- | ------------ | ----------------- | --------------- | --------- |
| 1986 | Yankee Rose  | 10                | 16              |           |
| 1986 | Goin' Crazy! | 66                | 12              |           |
| 1986 | That's Life  | 85                | \               |           |
| 1986 | Tobacco Road | \                 | 10              |           |